# Sigurd Bröms
Sigurd Erik "Sigge" Bröms (1. října 1932, Leksand – 13. ledna 2007, Sollerön) byl švédský lední hokejista, útočník. Se švédskou reprezentací se stal dvakrát mistrem světa, roku 1953 (historický první švédský titul) a v roce 1957. Získal též bronz ze šampionátu 1958. Zúčastnil se též MS 1961 (4. místo), MS 1955 (5. místo), MS 1959 (5. místo), olympijských her v Cortině roku 1956 (4. místo) a olympijských her ve Squaw Valley roku 1960 (5. místo). Za národní tým nastupoval v letech 1951-1961, nastoupil ke 116 zápasům, v nichž vstřelil 31 branek. Celou kariéru strávil v domácích soutěžích, hrál za Bofors IK, Leksands IF, Gais HK a Bodens BK. Po skončení hráčské kariéry se stal trenérem, vedl kluby Bodens BK (hrající trenér), Mora IK, IF Tunabro a Karlskoga IF.